# Karlsplatz (Stachus) (métro de Munich)
Pour les articles homonymes, voir Karlsplatz (homonymie).
Karlsplatz (Stachus) (en allemand : U-Bahnhof Karlsplatz (Stachus)) est une station de la section commune aux lignes U4 et  U5 du métro de Munich. Elle est située dans le secteur Ludwigsvorstadt-Isarvorstadt de Munich en Allemagne. 
Mise en service en 1984, elle est desservie par les rames de la ligne U5, et par les rames de la ligne U4. Elle est en correspondance avec la gare de Munich-Karlsplatz qui est également souterraine et desservie par les trains de banlieue de la S-Bahn de Munich.

## Situation sur le réseau

Plan du métro (2020).

Établie en souterrain, Karlsplatz (Stachus) est une station de passage du tronc commun à la ligne U4 et la ligne U5 du métro de Munich. Elle est située entre la station Munich-Hauptbahnhof, en direction des terminus : Westendstraße (U4) ou Laimer Platz (U5), et la station Odeonsplatz, en direction des terminus : Arabellapark (U4) et Neuperlach Süd (U5).
Des deux voies de la ligne du tronc commun U4 et U5 et de deux quais latéraux. 

## Histoire
La station Karlsplatz (Stachus) est mise en service le 10 mars 1984. Les plans de la station ont été réalisés en coopération avec le Büro Brückner. La décoration murale est due à Volker Sander. Son nom vient de celui de la place éponyme qui fait référence à Karl Theodor (1724-1799), personnage qui après avoir fait détruire les fortifications face à la Neuhauser Tor.

## Services aux voyageurs

### Accès et accueil
De nombreuses bouches permettent un accès partagé entre la station du métro et la gare S-Bahn. Elles sont équipées d'escaliers et d'escaliers mécaniques, des ascenseurs permettent l'accessibilité aux personnes à la mobilité réduite. Un cheminement piéton permet les liens avec la gare S-Bahn et le sous-sol du centre commercial Stachus,.

Installations
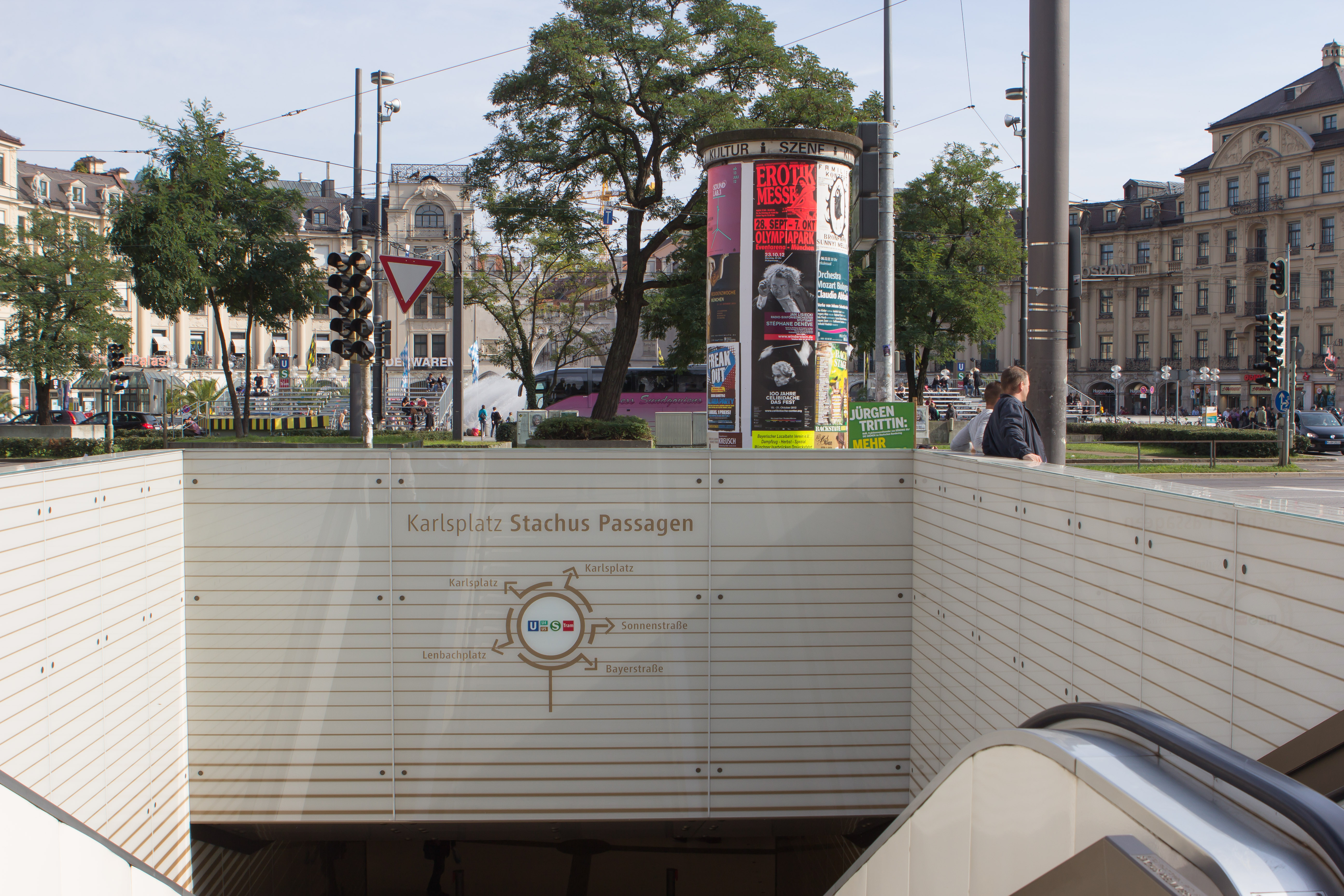
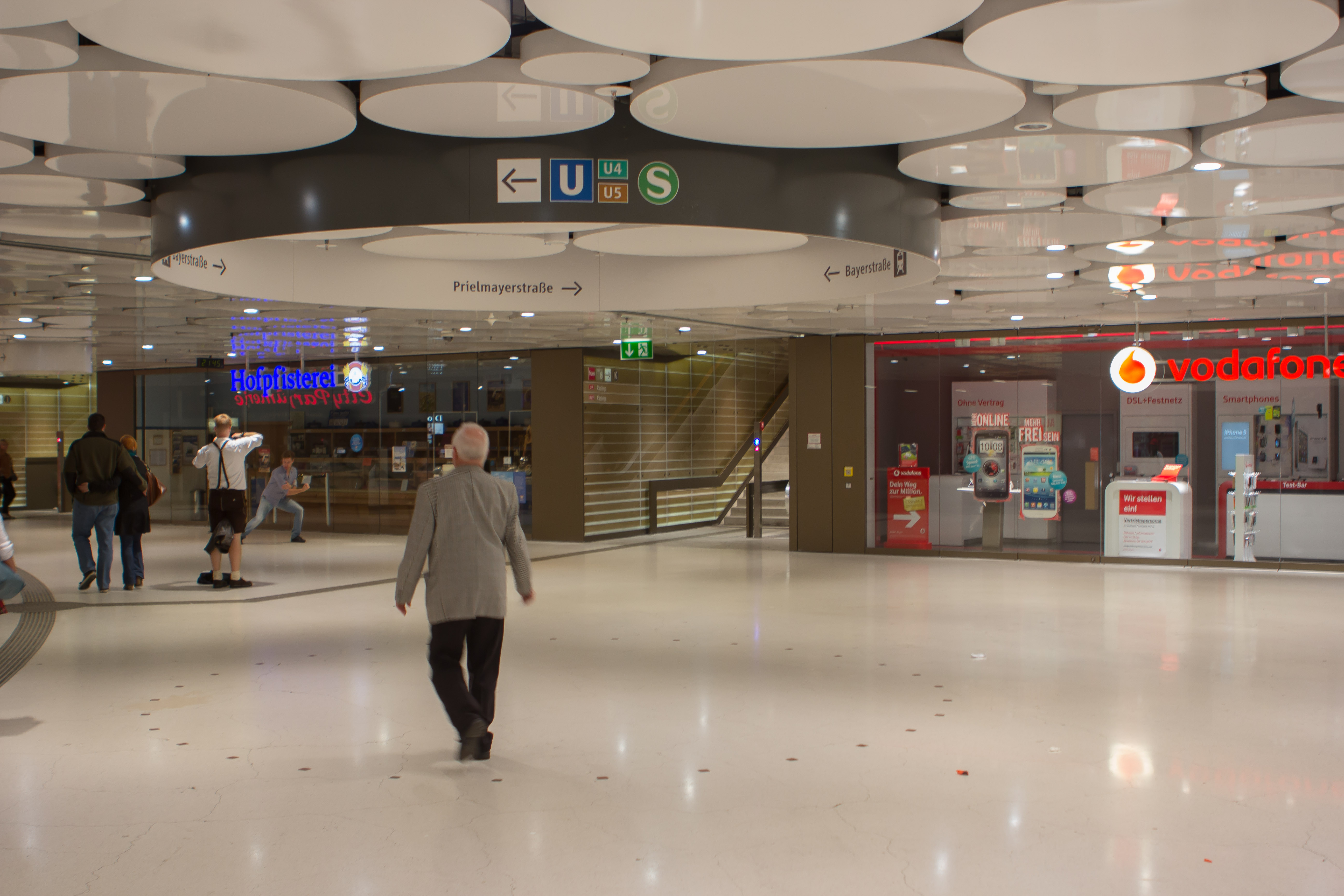
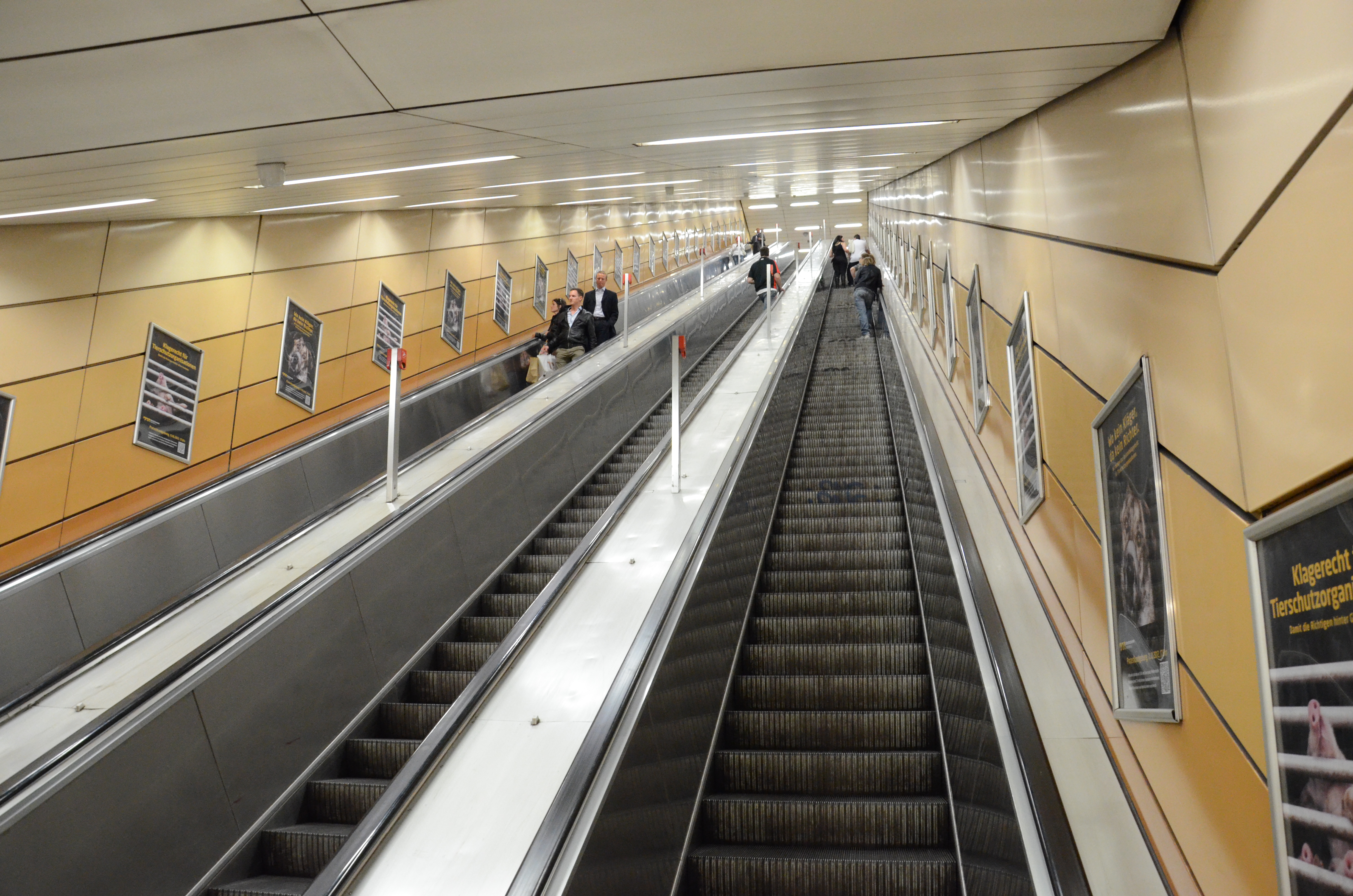

### Desserte
Theresienwiese est desservie alternativement par toutes les rames de la ligne U5 et, toutes les rames de la ligne U4.

Installations et desserte
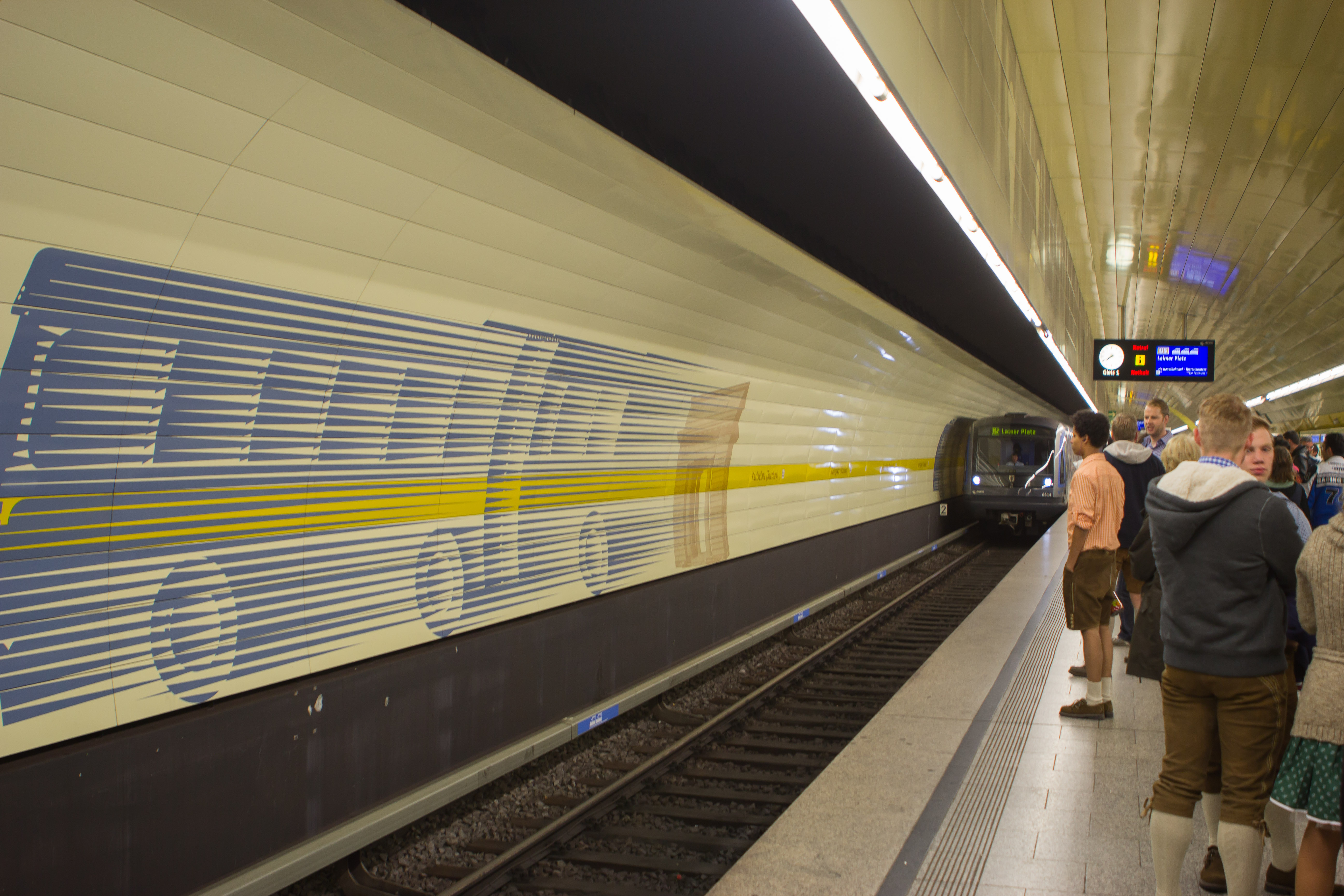
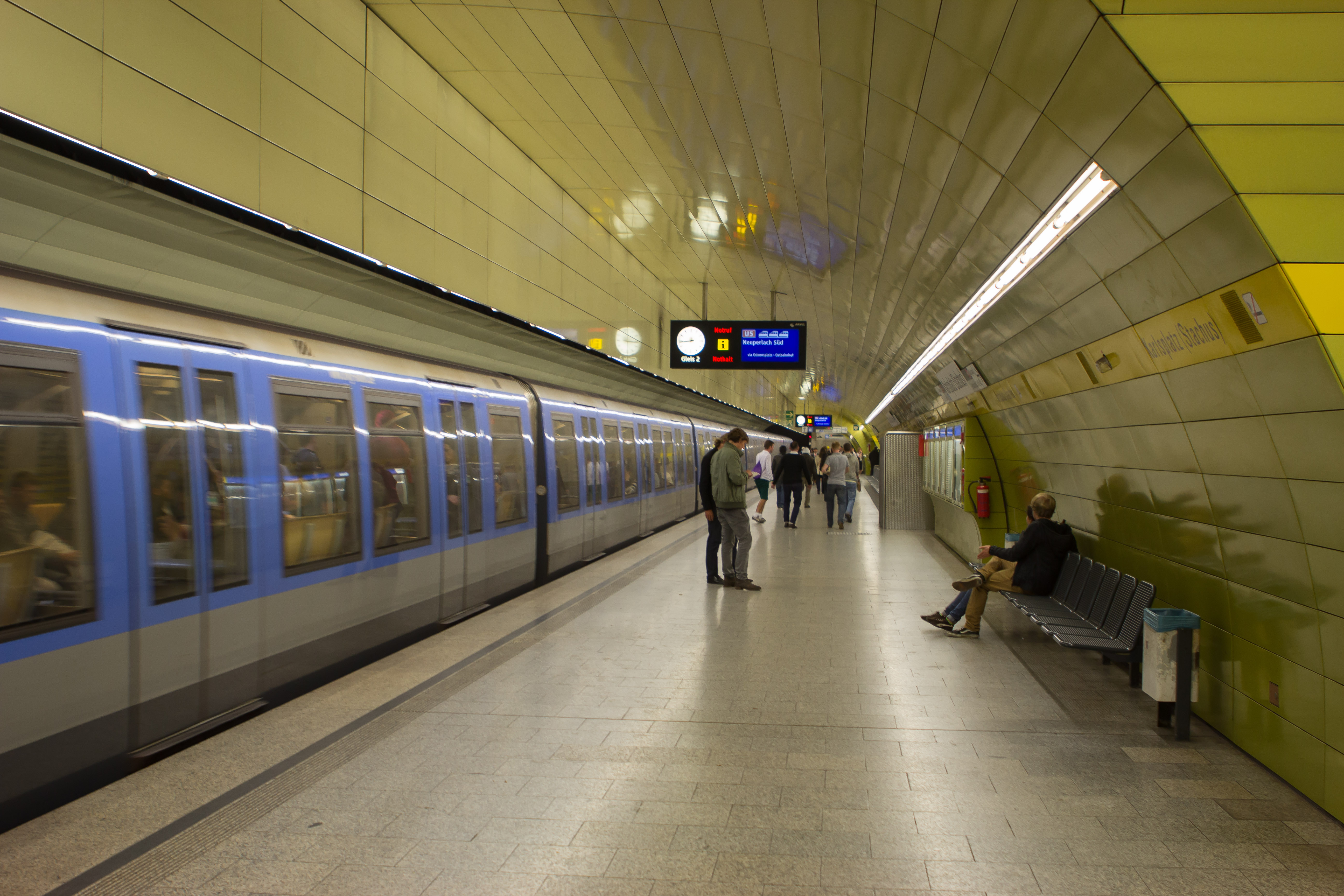
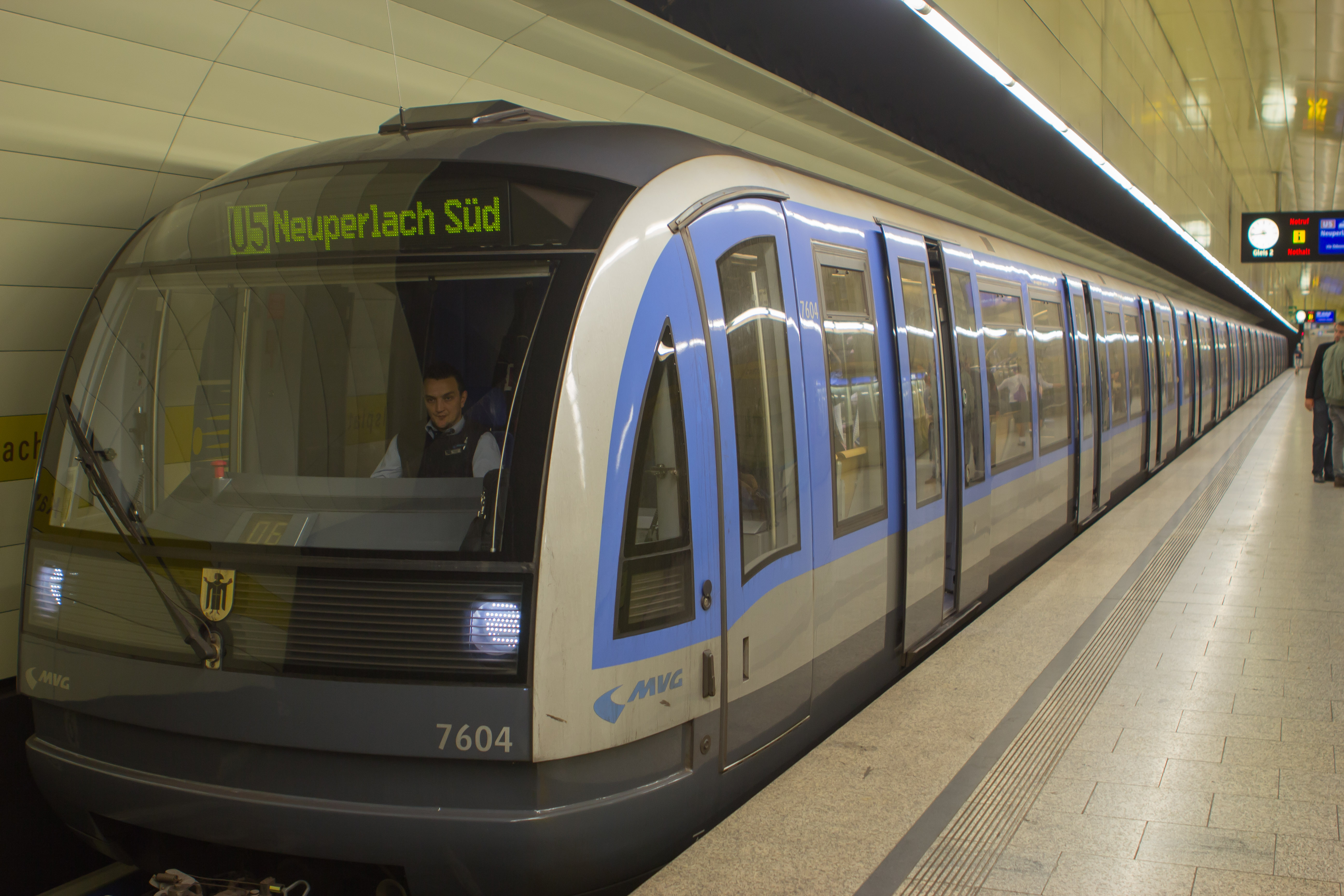

### Intermodalité
Elle est en correspondance directe avec la gare souterraine de Munich-Karlsplatz, desservie par des trains de la S-Bahn de Munich. En surface des stations du tramway de Munich sont desservies par les lignes 16, 17, 18, 19, 20, 21 27, 28, N17, N19, N20 et N27. Des arrêts de bus urbains sont desservis par les bus de nuit des lignes N40, N41 et N45.

Tramways
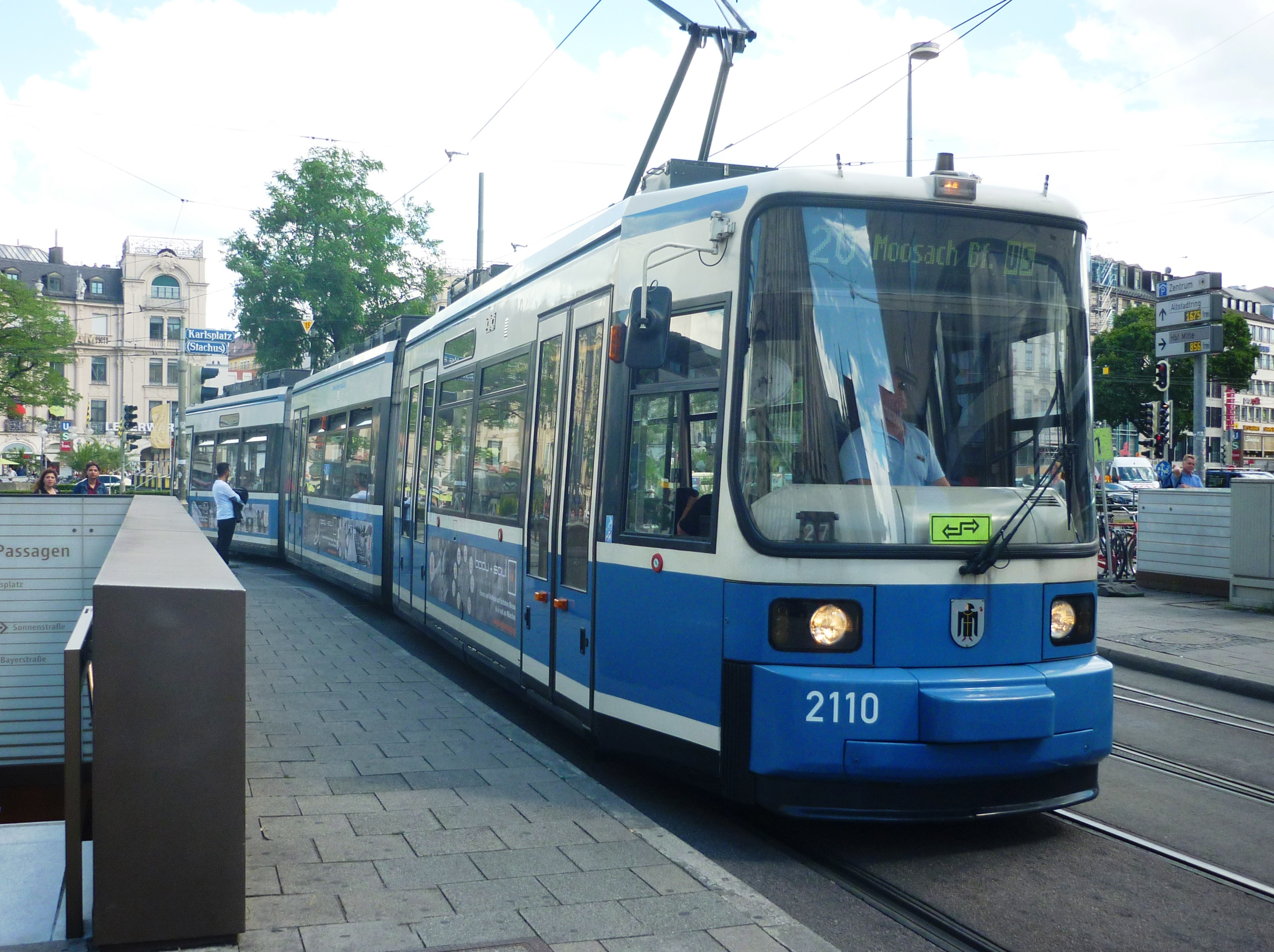
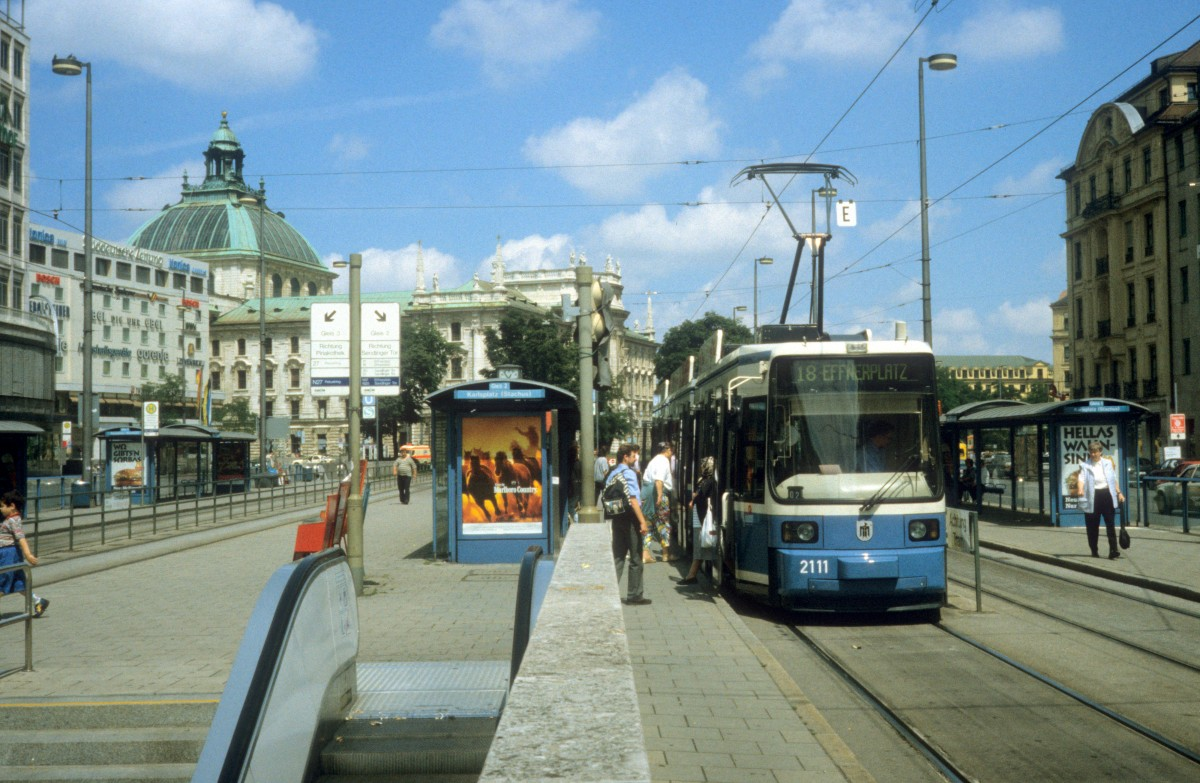
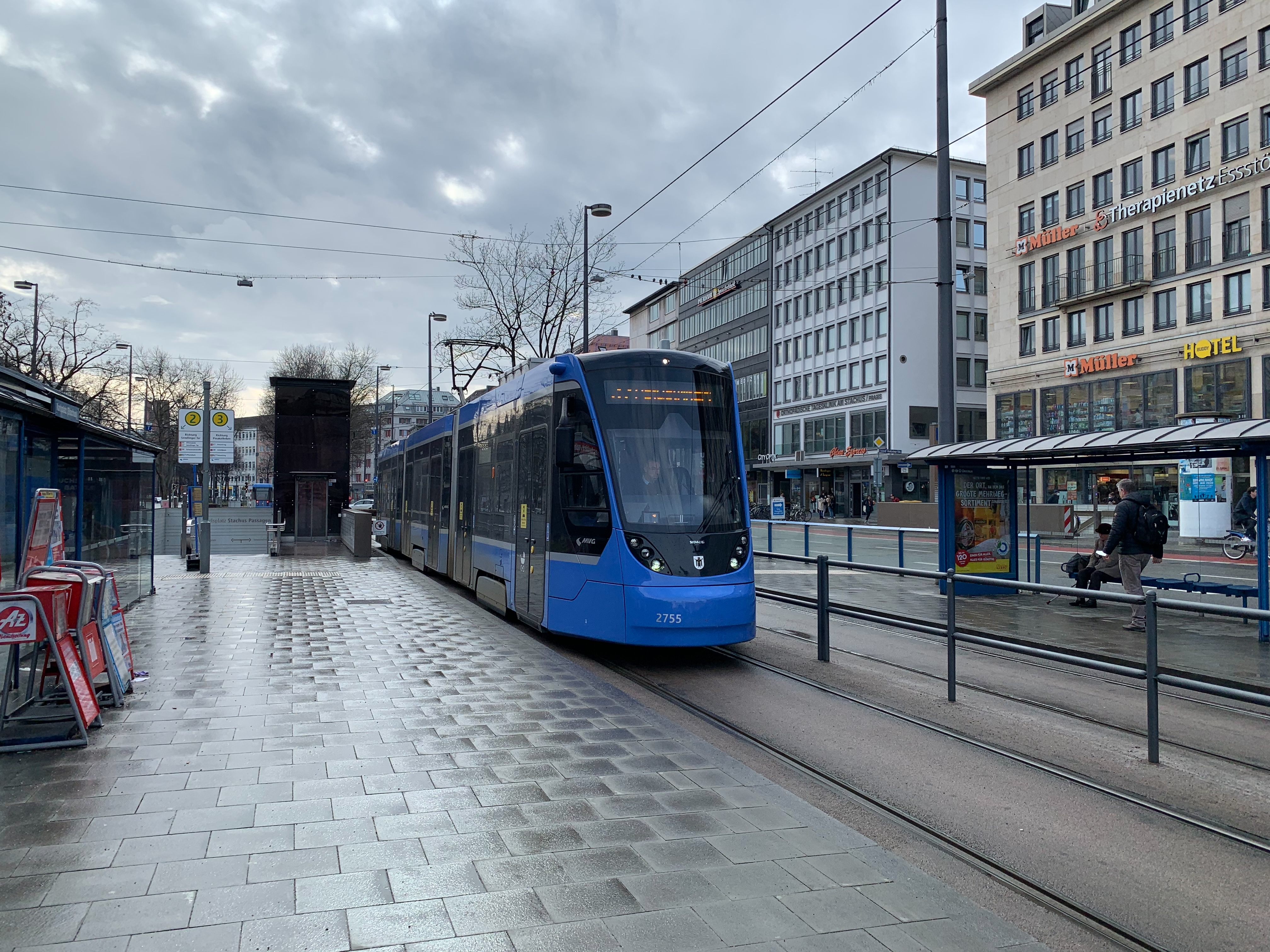

## À proximité
- Gare de Munich-Karlsplatz